# محطة مراكش
محطة مراكش هي محطة قطار متواجدة في مدينة مراكش بالمغرب ؛ تعتبر المحطة الأخيرة في المنطقة الجنوبية لنظام السكك الحديدية المغربي. تم افتتاح  المحطة الحالية  في 2008. توفر المحطة خط سكة حديدية مباشر إلى مدينة الدار البيضاء وفاس. كما توفر خط بوصلات إلى طنجة و وجدة.

## مبنى المحطة
بنيت المحطة القديمة في عام 1923 وذلك خلال فترة الحماية الفرنسية و تقع على طول شارع الحسن الثاني. كانت المحطة على مسافة قريبة من المدينة الجديدة و منطقة المسرح الملكي.
تم افتتاح مبنى المحطة الجديد في 10 أغسطس عام 2008  بجوار المبنى القديم. تقع المحطة على بعد 100 متر أقرب إلى المدينة (مباشرة قبالة المسرح الملكي) وتعتبر أكبر محطة قطار من أجل توسيع شبكة السكك الحديدية في اتجاه أكادير. تحتوي المحطة على المحلات التجارية ومطاعم الوجبات السريعة.

## الوجهات
ينطلق 16 قطارا كل يوم من المحطة مباشرة إلى فاس عبر محطة محطة الدار البيضاء المسافرين وقطارين اثنين بوصلات إلى طنجة.
يمكن السفر إلى وجدة (قرب الحدود الجزائرية) عن طريق محطة الدار البيضاء المسافرين، وكتلك خدمة نقل إلى مطار محمد الخامس الدولي.
بُنيت المحطة الجديدة  لتسهيل مخطط القطارات فائقة السرعة وتوسيع الشبكة نحو أكادير.

## معرض الصور

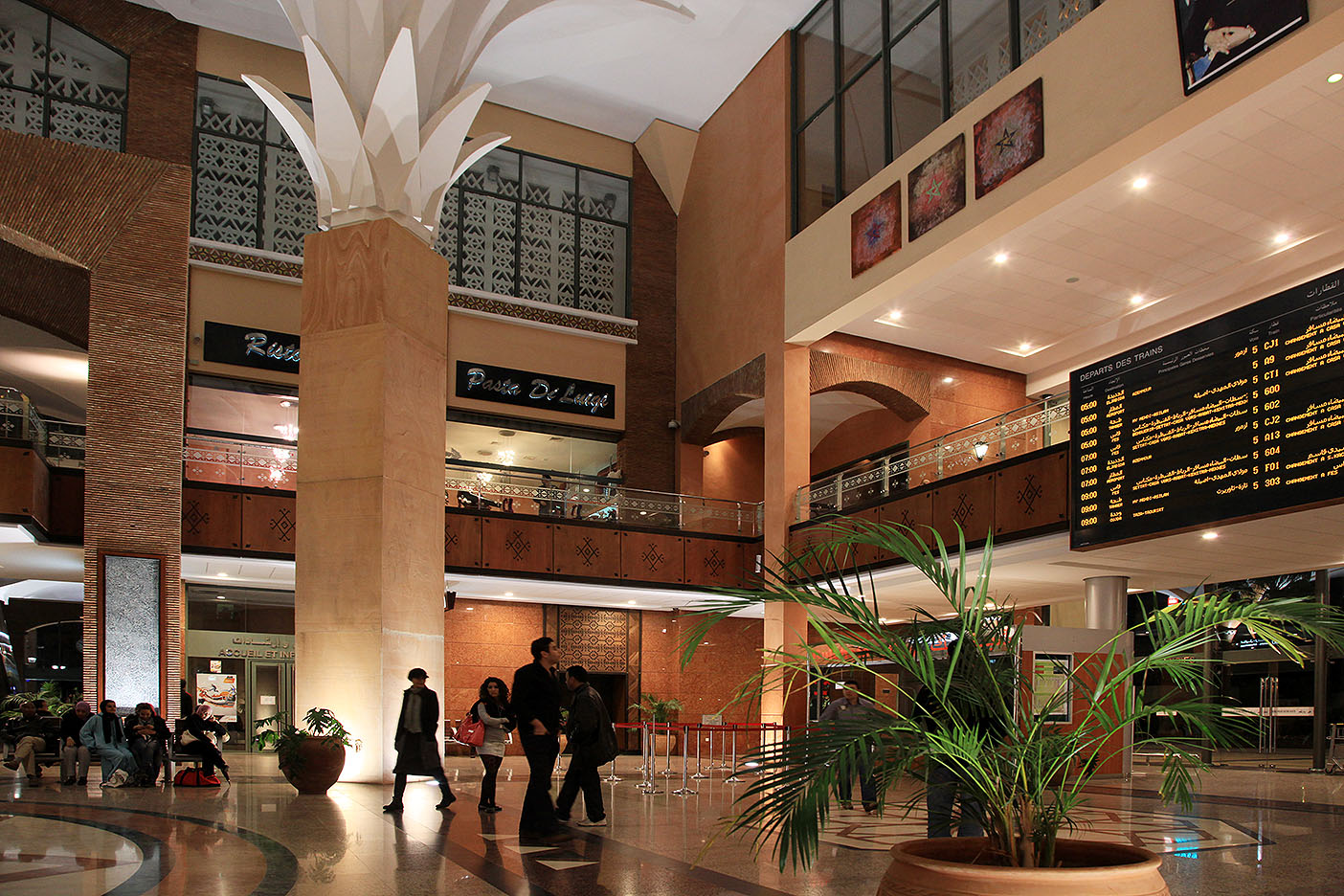
داخل محطة القطار بمراكش
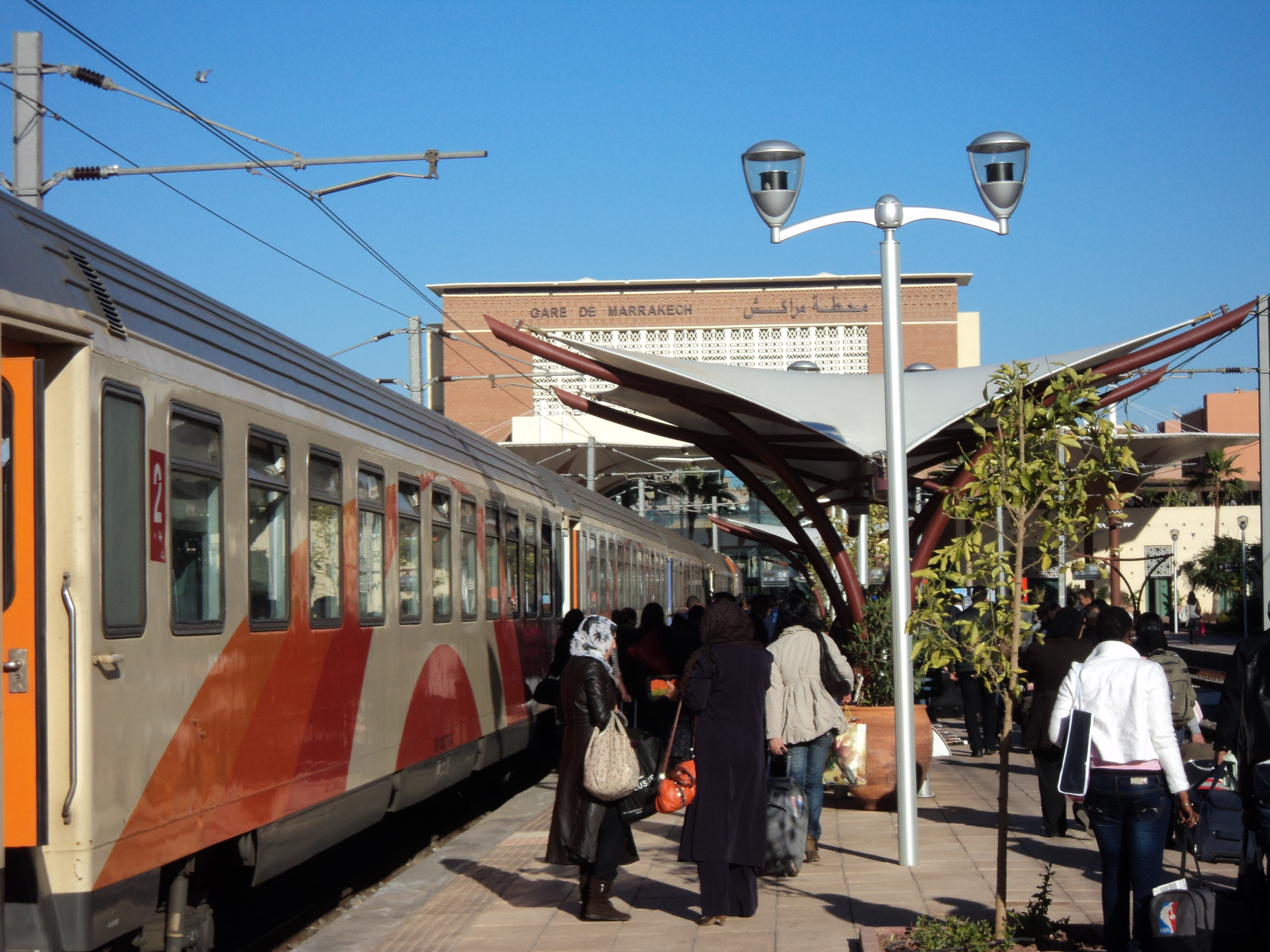
قطار يصل إلى المحطة
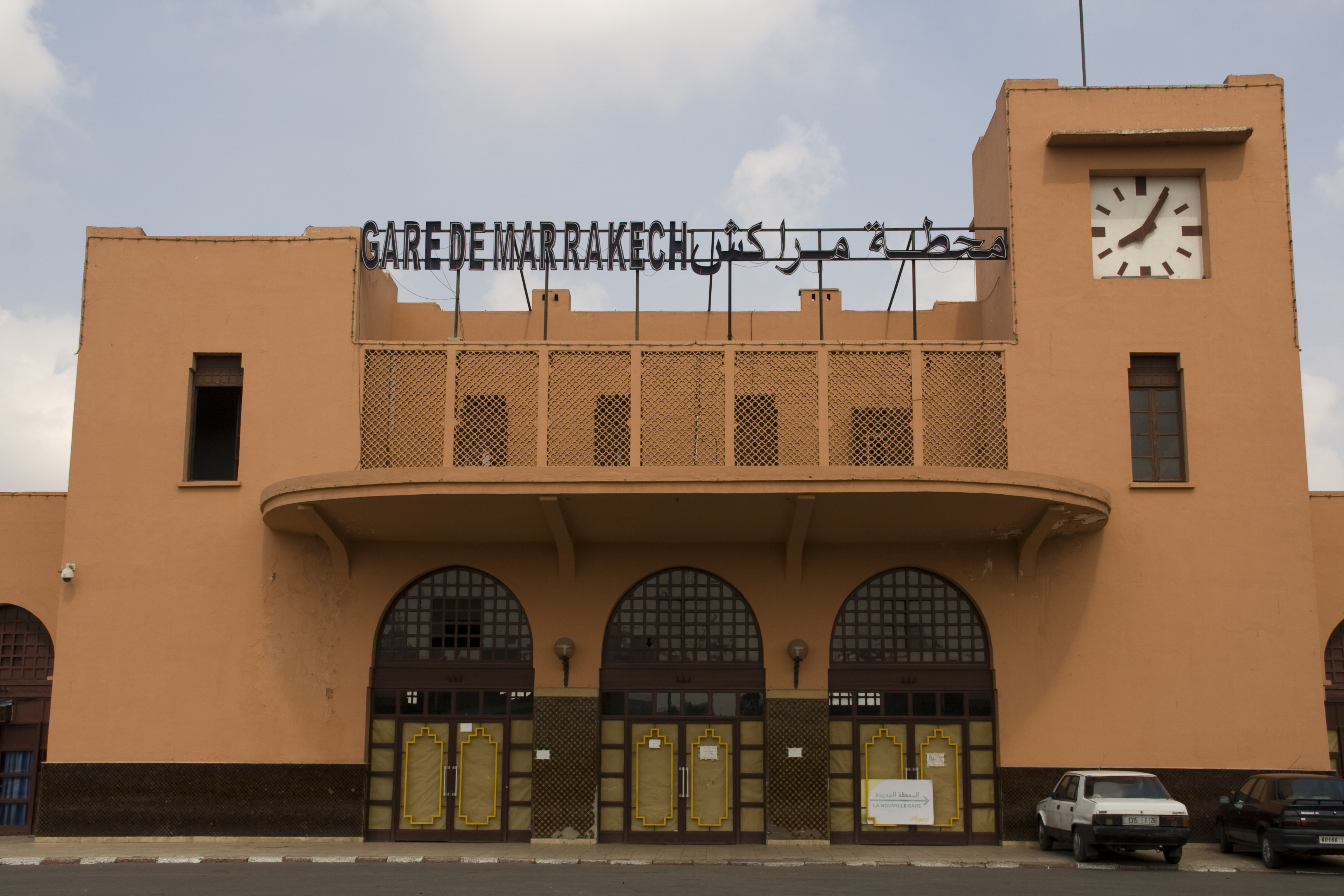
محطة حافلات سوبراتور
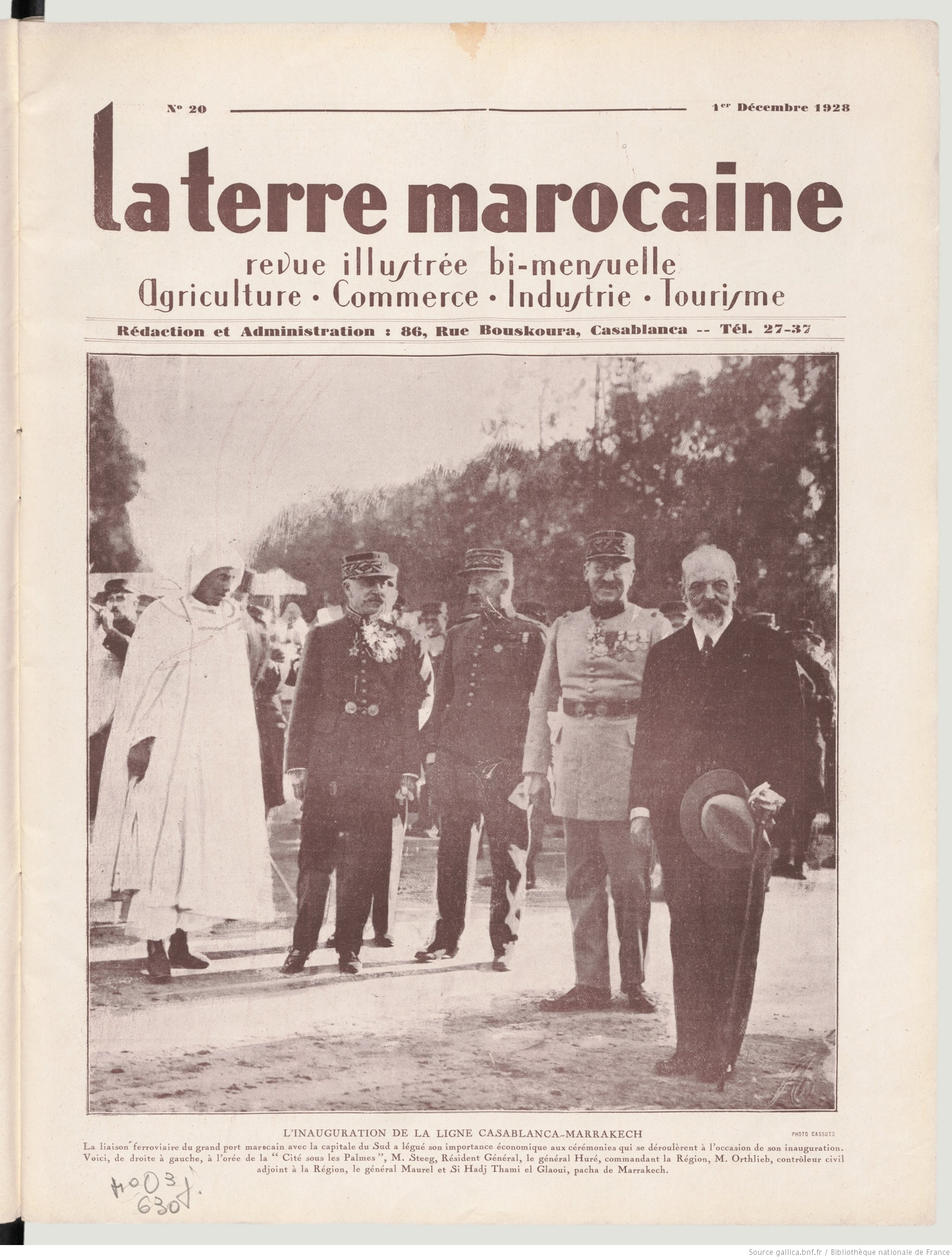
التهامي الكلاوي مع المقيم العام و آخرين في افتتاح خط السكة الحديد بين الدار البيضاء ومراكش في الأول من ديسمبر عام 1928.

## مواضيع ذات صلة
- النقل بالسكك الحديدية في المغرب
- المكتب الوطني للسكك الحديدية

## وصلات خارجية
- الموقع الرسمي للمكتب الوطني للسكك الحديدية نسخة محفوظة 27 أكتوبر 2021 على موقع واي باك مشين.